# Карачаевка (река)
Карача́евка — река в России, протекает в Тульской области. Правый приток Марковки.

## География
Река Карачаевка берёт своё начало в черте города Кимовска, течёт на северо-восток. Устье реки находится в 8,3 км по правому берегу реки Марковки. Длина реки — 10 км.

## Данные водного реестра
По данным государственного водного реестра России относится к Окскому бассейновому округу, водохозяйственный участок реки — Проня от истока и до устья, речной подбассейн реки — Бассейны притоков Оки до впадения Мокши. Речной бассейн реки — Ока.
Код объекта в государственном водном реестре — 09010102112110000025189.